# Herford-Stadt
Herford-Stadt ist der nach Einwohnern größte Stadtteil von Herford. Mit 51.798 Einwohnern (Stand: 31. Dezember 2015) macht er rund drei Viertel der Bevölkerung der gesamten Stadt aus, für die er Zentrum, Innenstadt und Verwaltungssitz ist. Bis zur Kommunalreform am 1. Januar 1969 war das Gebiet des Stadtteils identisch mit der kreisfreien Stadt Herford. Nach der Kommunalreform wurde es als Herford-Stadt bezeichnet und erhielt wie die eingemeindeten ehemaligen Gemeinden den Status eines Stadtteils.

## Gliederung
Offiziell ist Herford-Stadt nicht in weitere Stadtviertel gegliedert, doch folgt der Sprachgebrauch dennoch einer historischen Einteilung: Einige Viertel werden auch als Stadtteile bezeichnet, wenngleich dies nicht der offiziellen Satzung Herfords entspricht. 
Herford-Stadt besteht aus der Innenstadt, die sich weiter in die ehemals selbstständigen Gemeinden Radewig, Altstadt und Neustadt gliedern lässt. Die Innenstadt ist von den Wallanlagen umschlossen.
Außerhalb der Wallanlagen erstreckt sich jeweils zu einem Innenstadtbereich gehörend eine ehemals gemeine Mark bis zur ehemaligen Stadtgrenze: Die Altstädter Feldmark (im Südosten), die Neustädter Feldmark (im Nordosten) und die Radewiger Feldmark (im Westen). Innerhalb der Neustädter Feldmark liegen die Bereiche Stiftberg, Friedenstal, Waldfrieden (mit dem Tierpark) und Nordstadt, die jedoch nicht genau umgrenzt sind und nie eigene Stadtteile bildeten. Dennoch werden auch diese Bereiche häufig von den Herfordern als Stadtteile bezeichnet.

Gliederung von Herford-Stadt

## Bevölkerungsentwicklung
Die folgende Übersicht zeigt die Einwohnerzahlen nach dem jeweiligen Gebietsstand. Dabei handelt es sich um Volkszählungsergebnisse (¹) oder amtliche Fortschreibungen des Statistischen Landesamtes. Die Angaben beziehen sich ab 1871 auf die „Ortsanwesende Bevölkerung“, ab 1925 auf die Wohnbevölkerung und seit 1987 auf die „Bevölkerung am Ort der Hauptwohnung“. Vor 1871 wurde die Einwohnerzahl nach uneinheitlichen Erhebungsverfahren ermittelt.
| Jahr               | Einwohner |
| ------------------ | --------- |
| 1818               | 5.832     |
| 1. Dezember 1831 ¹ | 6.640     |
| 1. Dezember 1840 ¹ | 7.946     |
| 3. Dezember 1855 ¹ | 9.621     |
| 3. Dezember 1861 ¹ | 10.400    |
| 3. Dezember 1864 ¹ | 11.300    |
| 3. Dezember 1867 ¹ | 10.800    |
| 1. Dezember 1871 ¹ | 10.968    |
| 1. Dezember 1875 ¹ | 12.100    |
| 1. Dezember 1880 ¹ | 13.600    |
| 1. Dezember 1885 ¹ | 15.902    |
| 1. Dezember 1890 ¹ | 19.255    |
| 2. Dezember 1895 ¹ | 21.575    |

| Jahr                 | Einwohner |
| -------------------- | --------- |
| 1. Dezember 1900 ¹   | 25.109    |
| 1. Dezember 1905 ¹   | 28.832    |
| 1. Dezember 1910 ¹   | 32.527    |
| 1. Dezember 1916 ¹   | 31.054    |
| 5. Dezember 1917 ¹   | 29.653    |
| 8. Oktober 1919 ¹    | 34.835    |
| 16. Juni 1925 ¹      | 36.106    |
| 16. Juni 1933 ¹      | 38.536    |
| 17. Mai 1939 ¹       | 42.339    |
| 31. Dezember 1945    | 40.655    |
| 29. Oktober 1946 ¹   | 43.940    |
| 13. September 1950 ¹ | 50.107    |
| 25. September 1956 ¹ | 53.889    |

| Jahr                | Einwohner |
| ------------------- | --------- |
| 6. Juni 1961 ¹      | 55.663    |
| 31. Dezember 1965   | 55.728    |
| 31. Dezember 2005 ³ | 51.818    |
| 31. Dezember 2008 ³ | 51.460    |
| 31. Dezember 2010 ³ | 50.693    |
| 31. Dezember 2012 ³ | 50.726    |
| 31. Dezember 2013 ³ | 50.838    |
| 31. Dezember 2015 ³ | 51.798    |

¹ Volkszählungsergebnis

² laut Landesamt für Datenverarbeitung und Statistik NRW

³ Meldedatei der Stadt Herford

## Wirtschaft und Infrastruktur
Die folgenden Abschnitte wurden im September 2019 vorübergehend aus dem Artikel Herford hierhin ausgelagert, da sie dort im Zuge des Reviews überarbeitet werden.

### Wirtschaft
Herford ist ein wichtiger Wirtschaftsstandort, der auch auf die günstige Verkehrslage im Straßen- und Eisenbahnnetz zurückzuführen ist.

#### Ansässige Unternehmen

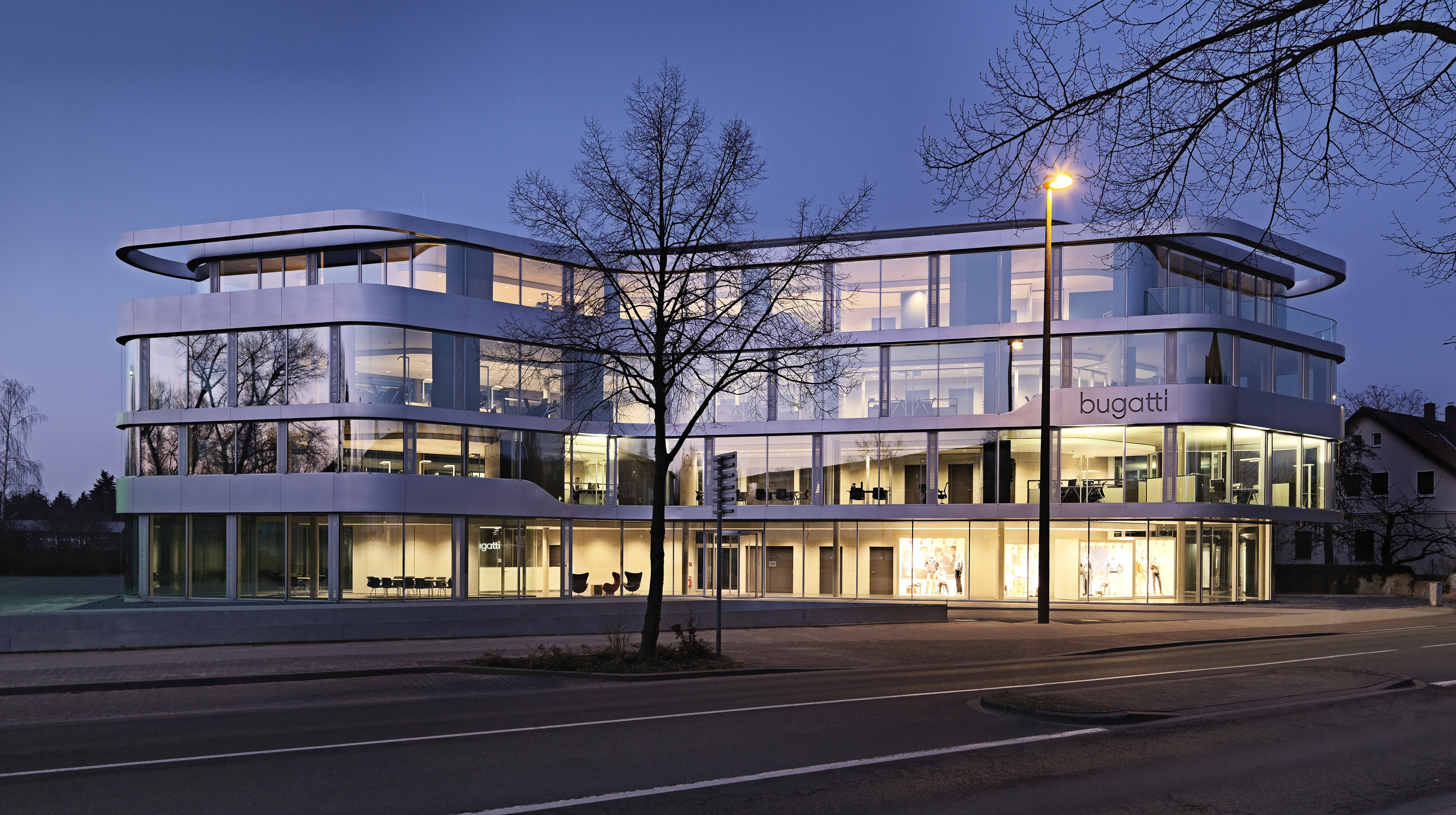
Das Bugatti-Verwaltungsgebäude

Die wichtigste Branche ist die Textilindustrie mit den drei weltweit tätigen Unternehmen Ahlers, Bugatti und Brax. Weitere große Firmen sind in den Bereichen Kunststoff, Holzverarbeitung (Möbel) und Nahrungsmittelproduktion, zum Teil als Weltmarktführer tätig. In den letzten Jahren hat sich Herford immer mehr zu einem Logistikstandort entwickelt.

##### Textilindustrie
In Herford haben drei der fünf größten europäischen Herrenbekleidungsunternehmen ihren Sitz.
Die Ahlers AG, die seit 1932 in Herford beheimatet ist, ist der zweitgrößte europäische Herrenbekleidungsproduzent, sie stellt aber auch Damenoberbekleidung her. Die Kleidung wird unter den Markennamen Baldessarini, Pierre Cardin, Otto Kern, Pionier Workwear Berufskleidung, Pionier Jeans & Casuals und Pioneer Authentic Jeans vertrieben.
Die 1947 gegründete bugatti Holding Brinkmann GmbH & Co. KG stellt Herrenbekleidung, wie Mäntel, Jacken, Hosen, Anzüge, Designermode, Freizeitkleidung, Reitbekleidung, Gesellschaftskleidung und Maßkleidung mit den Markennamen Bugatti, Wilvorst, Pikeur und Eduard Dressler her. Außerdem vertreiben Lizenzpartner weitere Artikel unter dem Namen Bugatti.
Ebenfalls seit 1932 hat die Firma Leineweber GmbH & Co. KG ihren Sitz in Herford. Sie stellt unter dem Markennamen BRAX Herren- und Damenhosen, Strickwaren, Herrenhemden, Damenjacken und Golfkleidung her.
Die 1958 gegründete Firma Grobecker vertreibt ihre Damen- und Herrenhosen unter dem Namen Vabond fast ausschließlich über eigene Direktverkaufsläden, die überwiegend in Nordrhein-Westfalen liegen, sowie über das Internet.
Die Firma JAB Anstoetz Teppiche in Herford-Elverdissen gehört zur Firmengruppe JAB Anstoetz, die ihren Hauptsitz in Bielefeld hat. In Herford werden Teppiche und Teppichböden entworfen und vertrieben.

##### Möbel

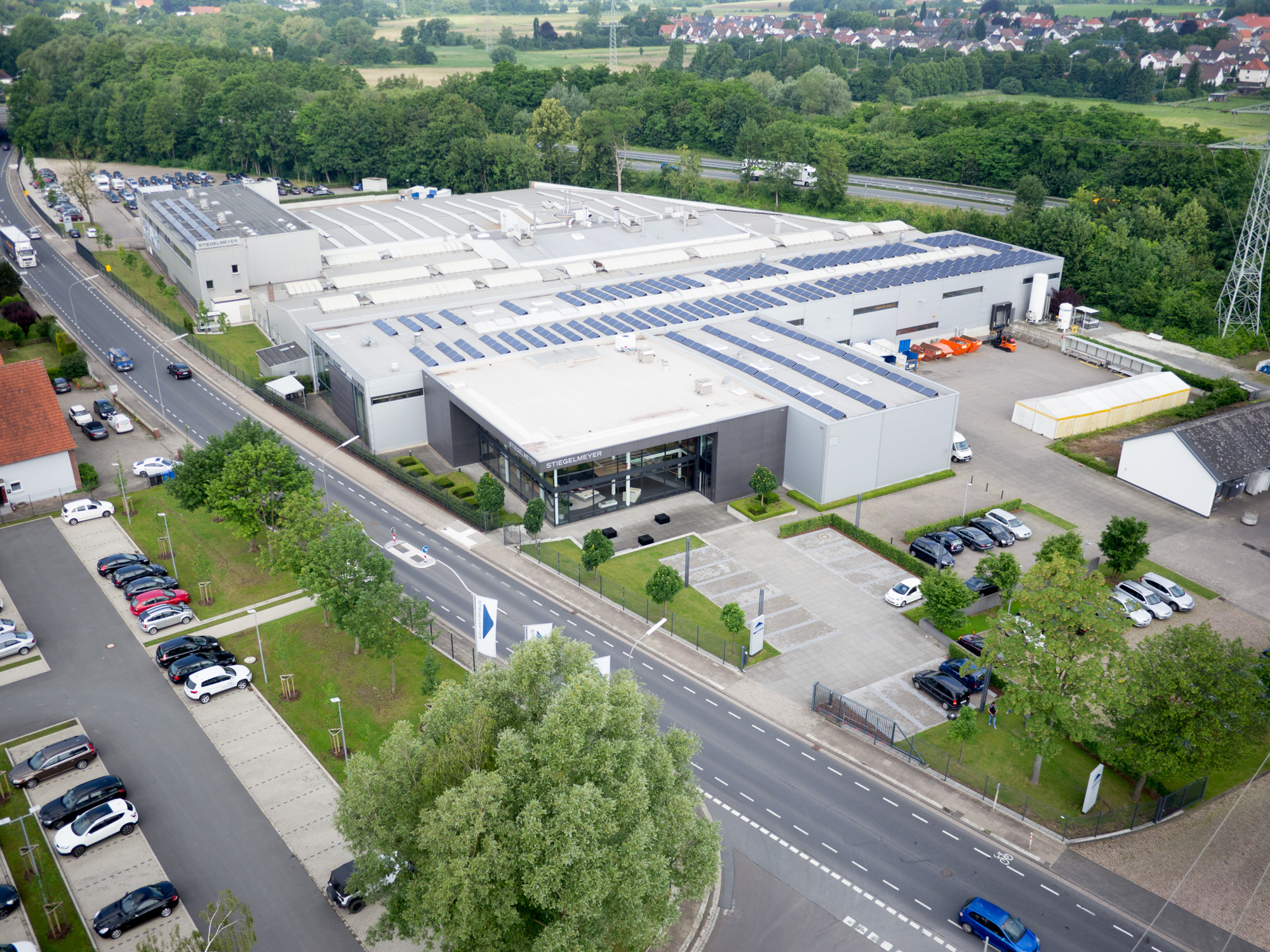
Luftbild der Firma Stiegelmeyer

Der Herforder Unternehmer und Pionier Gustav Kopka (1832–1882) errichtete in Herford 1861 die erste Möbel-Fabrik mit Serien-Fabrikation. Produktionsschwerpunkt war die Herstellung preisgünstiger Küchenmöbel. Das Unternehmen war einer der Ausgangspunkte für die Entwicklung der Möbelindustrie mit internationaler Geltung mit Schwerpunkt im heutigen Kreis Herford. Für den Erfolg mit ausschlaggebend war der Anschluss der Stadt Herford an die Cöln-Mindener Eisenbahn. Dadurch konnte die Auslieferung der Möbel über die Grenzen Ostwestfalens hinaus erfolgen. 1933 ging das Unternehmen Kopka in Konkurs.
Die bereits seit 1897 in Herford ansässige Poggenpohl Möbelwerke GmbH ist Deutschlands älteste Möbelmarke. Es werden ausschließlich hochwertige Küchenmöbel hergestellt und weltweit vertrieben.
Die Stiegelmeyer GmbH & Co. KG, Deutschlands größter Hersteller von Krankenhausbetten, produziert seit 1899 in Herford Krankenhaus- und Altenheimmöbel.
Die Büromöbelfabrik Febrü Büromöbel GmbH ist die 1999 gegründete Nachfolgefirma der einst renommierten Firma gleichen Namens, die nach dem Gründer Felix Brünger benannt wurde und 1996 Konkurs anmelden musste.
Discountkuechen.de ist ein großer Internetküchenhändler. Vertrieben werden Küchenmöbel vieler namhafter Produzenten. Ein ähnliches Angebot hat auch Kueche24.com.

##### Nahrungsmittel

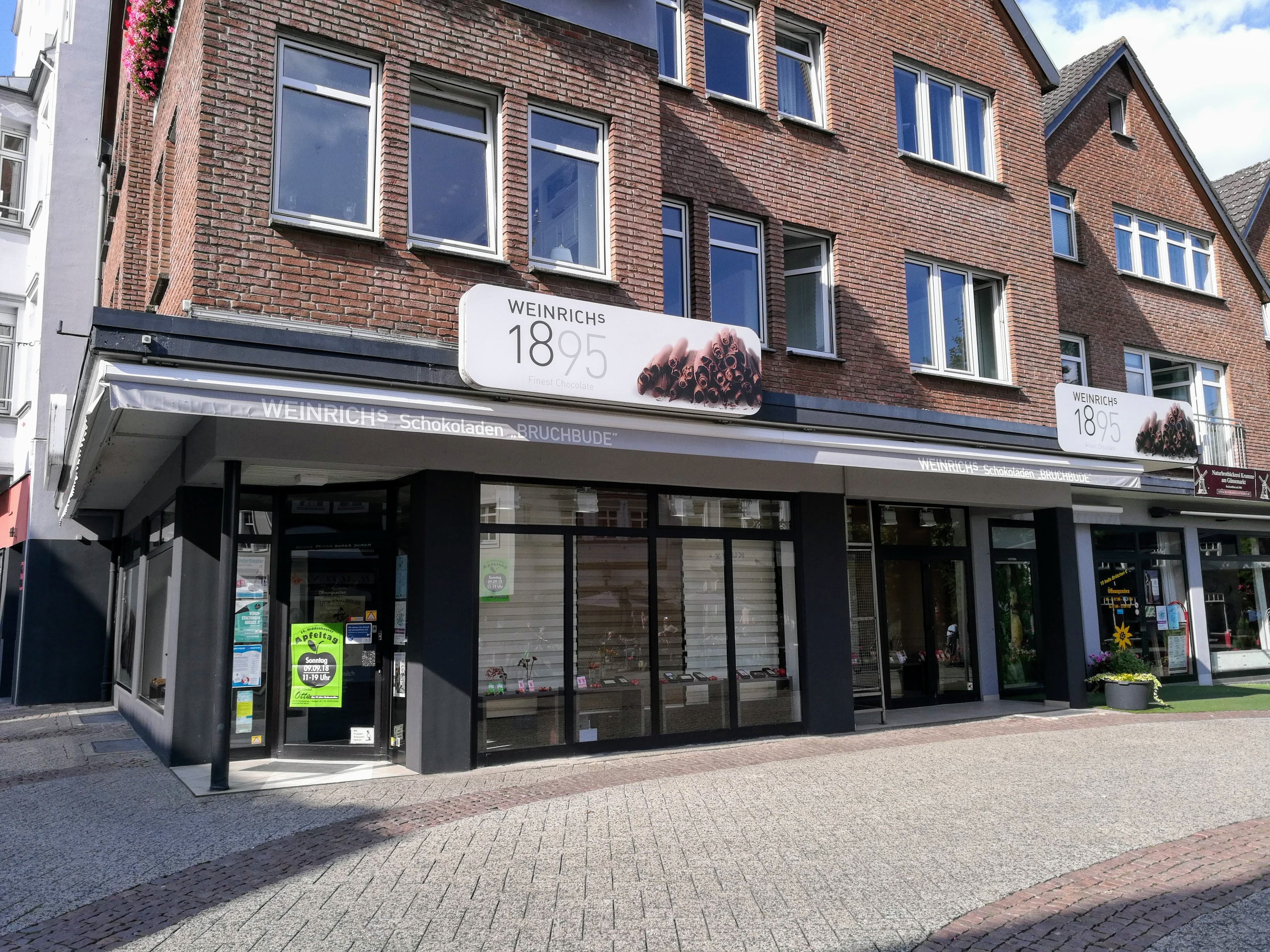
Weinrichs Schokoladen Bruchbude

Die Milchwirtschaftliche Industrie Gesellschaft Herford GmbH & Co. KG (MIG Herford) gehört seit Ende 2016 dem Babynahrungshersteller Hipp, der dort Babynahrung für sich und die Humana GmbH produziert. Die Humana GmbH, die zuvor ihren Hauptsitz in Herford hatte, ist ein Tochterunternehmen des Deutschen Milchkontors, das 2011 durch Fusion der Humana Milchunion und der Nordmilch entstanden ist. Am Standort Herford wird seit den 1950er Jahren Babynahrung hergestellt. Die anderen dort ursprünglich produzierten Molkereierzeugnisse wurden nach mehreren Zusammenschlüssen im Molkereisektor zur Humana Milchunion in die anderen Standorte des Unternehmens verlagert.
In den 1920er Jahren stieg Herford zum Zentrum der Süßwarenindustrie auf. Viele Marken wurden im Deutschen Reich bekannt. Von den ursprünglich etwa 20 Herforder Schokoladenfabriken sind nur noch zwei übriggeblieben. Die 1895 in Herford gegründete Ludwig Weinrich GmbH & Co. KG stellt neben Vivani-Bioschokolade, Transfair-Schokolade für das Gepa-Handelshaus und handelsüblicher Tafelschokolade auch Schokolade für Lidl her. In der Herforder Innenstadt werden in Weinrichs Schokoladen Bruchbude Schokoladen ab Werk und sogenannte „Bruchschokolade“ verkauft.
Die zweite Schokoladenfabrik ist die Eickmeyer & Gehring GmbH & Co. KG, die überwiegend Schokolade am Stiel zu Ostern als Osterhase am Stiel und zu Weihnachten als Weihnachtsmann oder Schneemann am Stiel verkauft.
Die Vandemoortele Deutschland GmbH vertreibt von Herford aus die Produkte der belgischen Firma Vandemoortele in Deutschland und Österreich. Es handelt sich um tiefgekühlte Backwaren, Patisserie und Vienoisserie sowie Margarine, Fette und Öle.
Die Herforder Brauerei GmbH & Co. KG, die 2007 von der Warsteiner Brauerei übernommen wurde, hat ihren Sitz im benachbarten Hiddenhausen. Sie wurde 1878 gegründet und ist die größte Brauerei in Ostwestfalen.

##### Maschinenbau
Die seit 1892 bestehende Herforder Elektromotoren-Werke GmbH & Co. KG (HEW) stellt Elektromotoren, Läutemaschinen und Kirchturmuhren her. Läutemaschinen der Firma befinden sich unter anderem im Kölner Dom, im Petersdom in Rom, in der St Paul’s Cathedral in London und in der Kathedrale von Canterbury.
Die Schwabedissen Maschinen+Anlagen Service GmbH stellt Holzbearbeitungsmaschinen her. Die Wemhöner Surface Technologies GmbH & Co. KG ist Weltmarktführer bei Kurztaktpressen. Es handelt sich dabei um Pressen für die Holzbearbeitung, Automobilindustrie und Solartechnik. Als Spezialist für Materialfluss- und Lagertechnik entwickelt und produziert die Firma Systraplan GmbH & Co. KG Anlagen für die Reifen und Holzwerkstoff verarbeitende Industrie. Die Firma Prekwinkel Maschinen- und Anlagenbau entwickelt, produziert und vertreibt Werkzeugsysteme für die holzwerkstoffverarbeitende Industrie. Die Allstein GmbH ist ein Hersteller von Flexodruckmaschinen.

##### Kunststoff, Entsorgung
Nach mehreren Eigentümerwechseln stellt die 1892 gegründete Sulo GmbH heute überwiegend Müllbehälter im größten Mülltonnenwerk der Welt her. Die Heinze Kunststofftechnik GmbH & Co. KG fertigt Spritzgusskunststoffe für die Automobilindustrie sowie Gehäuse für Mobiltelefone und Elektrokleingeräte. Die Richter Werkzeugbau GmbH ist im Bereich Artikeldesign sowie Artikelentwicklung, Konstruktion und Fertigung von Spritzgussformen und die Spritzguss-Produktion für die Branchen Hausgeräte, Gehäusesysteme und Automobilindustrie tätig.

##### Beschläge
Durch die im Raum Herford ansässigen Möbelfabriken haben sich Hersteller und Händler von Möbelbeschlägen in der Stadt angesiedelt. Die Joseph Dresselhaus GmbH & Co. KG, die 1994 von Bielefeld nach Herford zog, ist der größte gewerbliche Arbeitgeber in Herford. Sie vertreibt Befestigungs- u. Beschlagtechnik und ist in Teilbereichen Marktführer in Deutschland. Die D-Beschlag GmbH, die ihren Hauptsitz und den Vertrieb in Herford hat, stellt überwiegend Griffe für Möbel her. Die Becker Beschläge GmbH fertigt seit 1953 nunmehr in der 3. Generation Möbelgriffe und andere Beschläge aus einer echten Vollfertigung heraus – einer der letzten in Deutschland. Die Deutschland-Zentrale der österreichischen Julius Blum GmbH, dem Weltmarktführer bei Möbelbeschlägen, hat ihren Sitz in Herford.

##### Logistik
Von Herford aus werden weite Teile Ostwestfalen-Lippes und weitere Regionen logistisch versorgt.
Die Deutsche Post AG, Niederlassung Brief Herford, betreibt seit 1996 an der Bielefelder Straße das Briefzentrum für die Postleitzahlenbereiche 32 und 33. Es ist eines der 16 größten deutschen Briefzentren und Sitz der Verwaltung des Bielefelder Paketzentrums.
Das Logistikunternehmen Trans-o-flex Express transportiert Pakete und Paletten. Der Apothekengroßhändler NOWEDA hat in Herford eine Niederlassung beziehungsweise ein Regionalverteilzentrum. Ebenfalls pharmazeutische Produkte vertreibt die SK Pharma Logistics GmbH.
Die Loewe Logistics ist ein Logistikunternehmen für hochwertige Konsumgüter, Werbemittel und Formulare. Die Schöneberg-Gruppe mit Wellpappe- und Verpackungswerken besitzt ihr eigenes Logistikunternehmen Wellogistik. Die EGV Mahlmann GmbH vertreibt Lebensmittel, von der Firma Harry-Brot gibt es eine Vertriebsstelle.
Die Firmen Ahlers, Brax Leineweber, Bugatti und Weinrich betreiben in Herford Lager- und Verteilzentren.

##### Weitere Unternehmen
Weitere Unternehmen sind in alphabetischer Reihenfolge: Niederlassung der ALSCO Berufskleidungs-Service GmbH, Bonitas Holding GmbH & Co. KG (Pflegedienst), Niederlassung der Brillux GmbH & Co. KG (Farben und Lacke), Eratex (Herstellung von textilen Schleifmittelträgern), Eckelmann FCS GmbH (vormals: Ferrocontrol Steuerungssysteme GmbH & Co. KG) (Mess- und Regeltechnik), Glockenklang GmbH (PA-Geräte, Verstärker und Lautsprecher für Bassisten), HAN Bürogeräte GmbH & Co. KG, HL-Technology GmbH (chemisch-technische Produkte), HTT energy Systems GmbH (Thermischer Apparatebau), imos AG (Software für die Holz- und Möbelbranche), Inometa GmbH (Entwicklung, Herstellung und Vertrieb von Bahnführungs- und Sensorwalzen aus Aluminium und kohlenstofffaserverstärktem Kunststoff für die Druckindustrie und Folienherstellung), KFM Regelungstechnik GmbH, Ladage Media GmbH (Audio-Marketing-Agentur), Packsize GmbH (Deutschlandvertretung der Packsize International LLC, Verpackung auf Abruf), Prekwinkel Strahl- und Beschichtungstechnik GmbH, Schöneberg-Verpackungs-GmbH & Co. KG, T+A elektroakustik GmbH & Co. KG (Elektroakustik, Licht- und Tonanlagen, unter anderem hochwertige Lautsprecherboxen), Verkaufsniederlassung der Viessmann Werke GmbH & Co. KG (Heiztechnik), Wellformat GmbH & Co. KG (Wellpappenwerk), Westfa-Werbung Modersohn GmbH & Co. KG, Westfalen Weser Energie GmbH & Co. KG, (Hauptverwaltung in Herford, Nachfolgeunternehmen des Energieversorgers E.ON Westfalen Weser). Planatol Wetzel GmbH & Co. KG (Leime und Klebstoffe), Xylem Water Solutions Deutschland GmbH (Umwelttechnologie unter dem Namen Wedeco).

#### Industrie- und Gewerbegebiete
Eines der größten Gewerbegebiete der Stadt Herford ist das Gewerbegebiet Herringhausen im Osten der Stadt. Ebenso wie das Gewerbegebiet Herringhausen wurde das Gewerbegebiet Diebrock nach der Eingemeindung der beiden ehemaligen Gemeinden geschaffen. Es liegt beiderseits der Laarer Straße im Bereich der Zeppelinstraße.
Im Süden der Stadt gibt es die kleineren Gewerbegebiete Gaußstraße, Waterfuhr und Hohe Warth/Ahmser Straße. Das Gewerbegebiet Heidsiek südlich der Umgehungsstraße, das immer noch erweitert wird, ist eines der größeren Industrie- und Gewerbegebiete der Stadt. An der Grenze der Städte Bielefeld, Bad Salzuflen und Herford in Elverdissen wurde ein interkommunales Gewerbegebiet mit dem Namen GewerbePark OWL geschaffen. Seit Mitte 2014 wird nördlich davon das Gewerbegebiet Auf der Helle erschlossen.

#### Wirtschaftsverbände
Im Museum Marta sind folgende Fachverbände der Holz- und Möbelindustrie ansässig: der Verband der Deutschen Küchenmöbelindustrie e. V., der Verband der Deutschen Polstermöbelindustrie e. V., der Verband der Deutschen Wohnmöbelindustrie e. V., der Arbeitgeberverband Holzverarbeitung und Holzhandel in NRW e. V., der Verband der Holzindustrie und Kunststoffverarbeitung Westfalen-Lippe e. V., der Fachverband Serienmöbelbetriebe des Handwerks, die Interessengemeinschaft Leichtbau e. V., die Initiative Pro Massivholz, der Deutsche Korkverband e. V. und das Daten Competence Center e. V.
Seit 2004 befindet sich in dem Gebäude außerdem eine Prüflabor- und Beratungsstelle des Möbelprüfinstituts LGA QualiTest GmbH, einer Tochtergesellschaft der Landesgewerbeanstalt Bayern (LGA) (Nürnberg).

### Handel

#### Fußgängerzone und Innenstadt

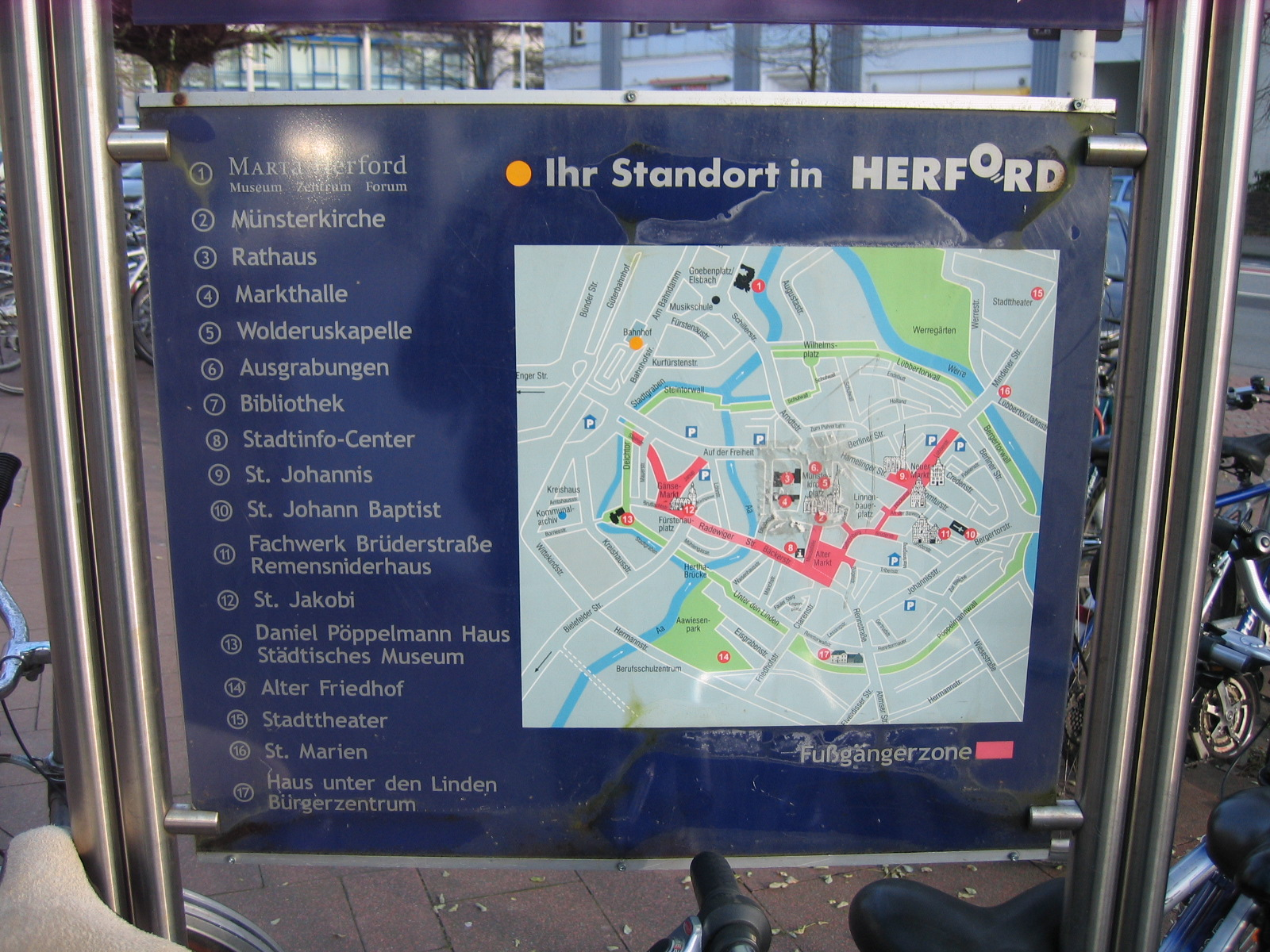
Die Fußgängerzone ist in der Karte rot hinterlegt

Nach dem fußgängergerechten Umbau einiger Innenstadtstraßen wurde am 15. November 1968 die Herforder Fußgängerzone eröffnet. Sie ist heute im Vergleich mit anderen Städten dieser Größenordnung besonders weitläufig und erstreckt sich vom Lübbertor über den Neuen Markt, den Alten Markt, die Bäckerstraße und den Gänsemarkt bis zum Steintor. Von der Lübberstraße bis zur Bäckerstraße ist sie rund 750 Meter lang. Allerdings schlossen viele Geschäfte wie zum Beispiel der Kaufhof im Herzen der Fußgängerzone.
Auf dem Gelände des ehemaligen Kaufhofs wurde im März 2018 das Altstadt-Center eröffnet, in dem sich Geschäfte und weitere Gewerberäume sowie Wohnungen befinden.

#### Wochenmarkt

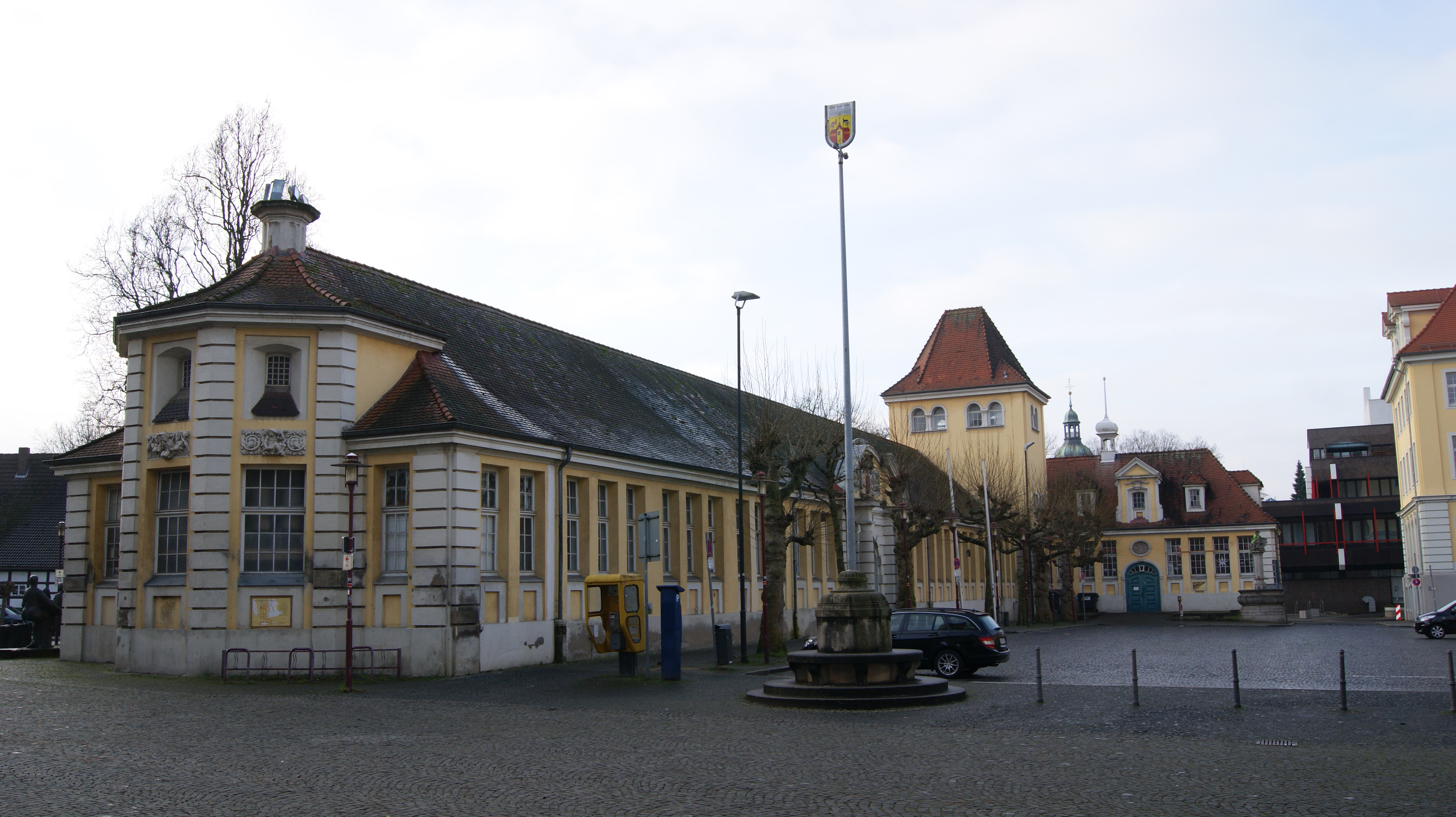
Markthalle

Der Wochenmarkt, der viermal wöchentlich stattfindet, wird in der Markthalle und teilweise auf dem davor liegenden Rathausplatz abgehalten. Ende August 2019 wurde die Markthalle nach zweijähriger Renovierung mit neuem Konzept wiedereröffnet. Neben Lebensmitteln und Blumen gibt es dort auch Bekleidung, Geschenkartikel sowie Speisen und Getränke an überwiegend festen Ständen. Außerdem können eine Showküche und ein Veranstaltungsraum angemietet werden. In einem Trausaal können standesamtliche Trauungen durchgeführt werden. In der kleinen Markthalle befindet sich die Tourist-Information.

#### Fabrikverkäufe
Inzwischen ist Herford wegen der Fabrikverkäufe der drei Bekleidungsunternehmen Ahlers, Bugatti und Brax Leineweber bekannt. Die Verkäufe finden mehrmals täglich innerhalb der Firmengelände statt. In Herford-Elverdissen gibt es in der Nähe der Autobahnabfahrt Ostwestfalen-Lippe ein Lufthansa WorldShop-Outlet.

#### Parkmöglichkeiten
Das Parkhaus „Altstadt“ bietet Platz für 577 Personenkraftwagen. Im Parkhaus „Neustadt“ sind 412 Parkplätze vorhanden. Das Parkhaus „Radewig“ am Bahnhof, das auch von Bahnreisenden genutzt werden kann, bietet 444 Parkplätze. Im Parkhaus Marta-Areal stehen 456 Parkplätze zur Verfügung.
Weitere öffentliche Parkplätze befinden sich auf dem Rathausplatz, am Amtsgericht, am Technischen Rathaus, am „Faulen Steg“, am Wilhelmsplatz und vor dem Stadttheater sowie am Wochenende und nach Dienstschluss in der Tiefgarage der Sparkasse „Auf der Freiheit“, auf den Mitarbeiterparkplätzen am Rathaus, am technischen Rathaus, an der Sparkasse/Volksbank „Am Pulverturm“ und bei E.ON Westfalen Weser an der Bielefelder Straße.

### Medien

#### Zeitungen
In Herford gibt es die zwei Tageszeitungen Neue Westfälische und Herforder Kreisblatt. Letztere ist eine regionale Ausgabe des Westfalen-Blatts.

##### Herforder Kreisblatt
Das Herforder Kreisblatt erschien erstmals am 4. Juli 1846, zunächst nur wöchentlich jeden Sonntagabend. Die Zeitung war acht Seiten stark und kostete jährlich 20 Silbergroschen, was etwa zwei Tagelöhnen eines Landarbeiters entsprach. Damals hatte die Stadt Herford etwa 9000 Einwohner. 1880 erwarb der aus Minden stammende Buchhändler Ferdinand Eßmann das Herforder Kreisblatt, bei dem er bereits seit 1873 als Redaktionsleiter gearbeitet hatte. 1913 übergab er die Zeitung an Fritz Heidemann. Der neue Herausgeber siedelte 1918 von der Mönchstraße, wo das Kreisblatt bis dahin gedruckt wurde, in die Brüderstraße über. Wenige Jahre später wurde die Zeitung von einer Gruppe Industrieller erworben, die sie 1926 an die bis dahin mitbeteiligte Familie Busse veräußerte. 1936 wurde in der Brüderstraße das neue Verlagshaus errichtet, in dem sich bis heute die Redaktion und die Geschäftsstelle befinden. Zwischen Pfingsten 1941 und dem 1. November 1949 durfte das Herforder Kreisblatt nicht erscheinen. Nachdem Carl-Wilhelm Busse das Bielefelder Westfalen-Blatt 1949 übernommen hatte, erscheint das Herforder Kreisblatt heute als eine von 28 Lokalausgaben des Westfalen-Blatts. Die Zeitung gilt als bürgerlich-konservativ.

##### Neue Westfälische
Wie im übrigen Verbreitungsgebiet entstand in Herford die Neue Westfälische am 3. Juli 1967 aus dem Zusammenschluss der sozialdemokratisch ausgerichteten Freien Presse und der Westfälischen Zeitung, die 1879 gegründet wurde. Die Freie Presse geht auf die 1890 gegründete Volkswacht zurück. Die Herforder Ausgabe mit dem Untertitel Herforder Kreisanzeiger ist eine von 19 Lokalausgaben der Neuen Westfälischen, die als sozialdemokratisch-liberal gilt.

##### Anzeigenblätter
Der Herforder Wochenanzeiger erschien seit 1975 mittwochs als kostenloses Anzeigenblatt. Im Jahr 2012 wurde er von dem Wochenblatt Telegraf OWL abgelöst. Vom Herforder Kreisblatt beziehungsweise Westfalen-Blatt wird seit 1978 donnerstags die ebenfalls kostenlose Wochenzeitung Herford Extra herausgegeben. Sonntags erscheint das Wochenblatt OWL am Sonntag.

#### Rundfunk
Herford ist Sitz des Lokalradios Radio Herford (Verbreitungsgebiet: Kreis Herford). Von Oktober 1990 bis Juli 2009 war die Zentrale des britischen Soldatensenders British Forces Broadcasting Service (BFBS) in Herford.
In Herford-Schwarzenmoor befand sich auf dem Eggeberg bis 1993 ein Mittelwellensender des WDR. Seitdem wird von dem Standort das Programm von Radio Herford ausgestrahlt. Bis in die 1980er Jahre gab es dort auch einen UKW-Sender von BFBS. Außerdem werden von dort Programme des Digitalradioas ausgestrahlt.

### Öffentliche Einrichtungen

#### Justiz
Das Amtsgericht Herford befindet sich an der Straße „Auf der Freiheit“, das Arbeitsgericht Herford an der Elverdisser Straße und die Justizvollzugsanstalt für Jugendliche an der Eimterstraße.

#### Bundes- und Landesbehörden

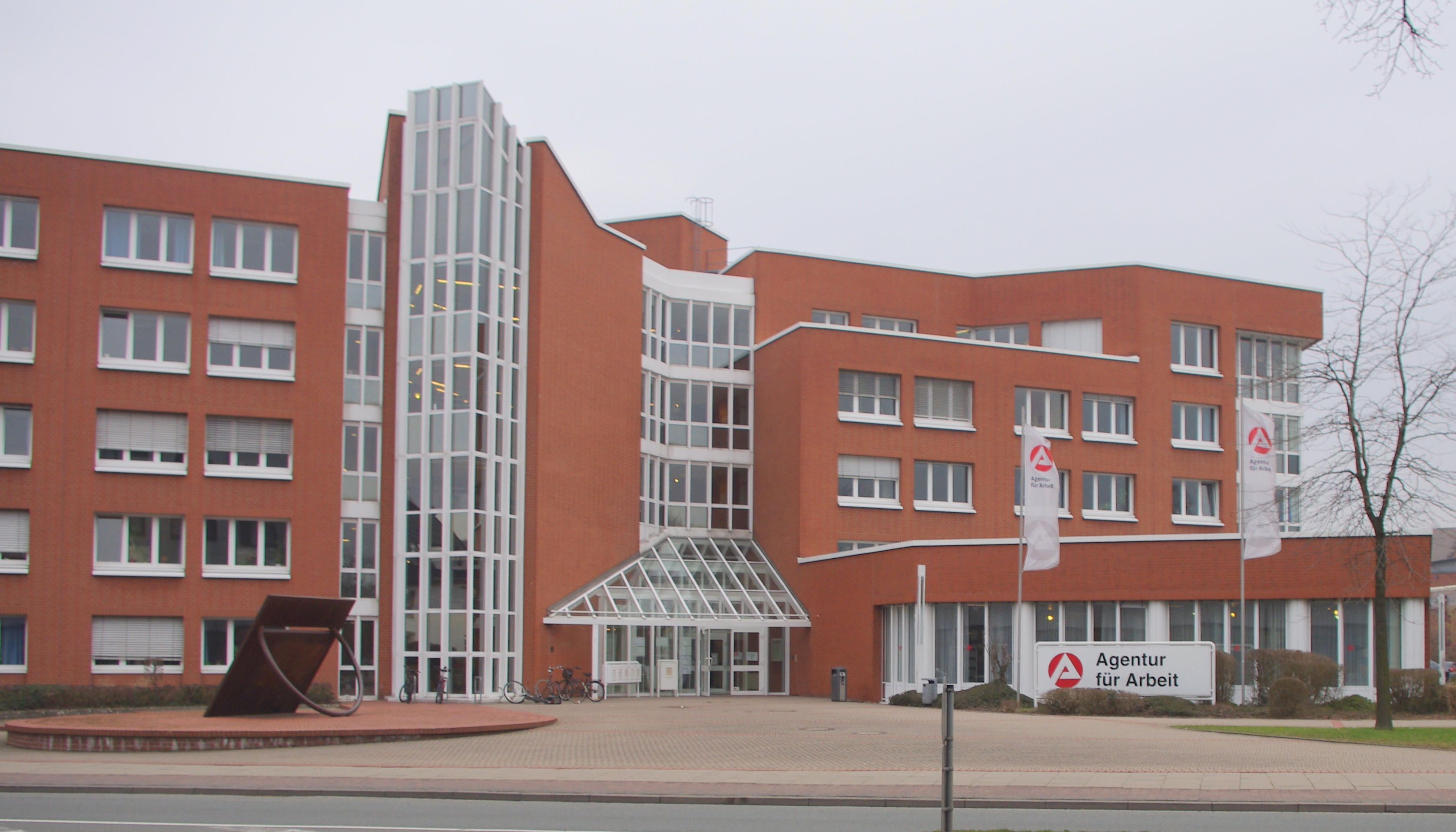
Agentur für Arbeit Herford

Der Zuständigkeitsbereich der Agentur für Arbeit an der Hansastraße erstreckt sich auf die Kreise Herford und Minden-Lübbecke. In dem Gebäude wurde Anfang 2014 auch ein Karriereberatungsbürog der Bundeswehr eingerichtet. Von 1956 bis 2013 existierte zudem ein Kreiswehrersatzamt.
Ebenfalls an der Hansastraße hat die Kreispolizeibehörde Herford ihren Sitz.
Das Finanzamt in der Wittekindstraße ist zuständig für Herford, Hiddenhausen, Vlotho, Enger und Spenge. Im Bereich Wittekindstraße/Amtshaustraße/Borriesstraße ist die Kreisverwaltung Herford auf mehrere Gebäude verteilt. An der Mindener Straße befindet sich der Dienstort Herford des Hauptzollamtes Bielefeld mit dem Aufgabenbereich Finanzkontrolle Schwarzarbeit.
Der Ortsverband des Technischen Hilfswerks hat seinen Sitz an der Ackerstraße.

#### Gesundheitswesen

##### Krankenhäuser und medizinische Einrichtungen

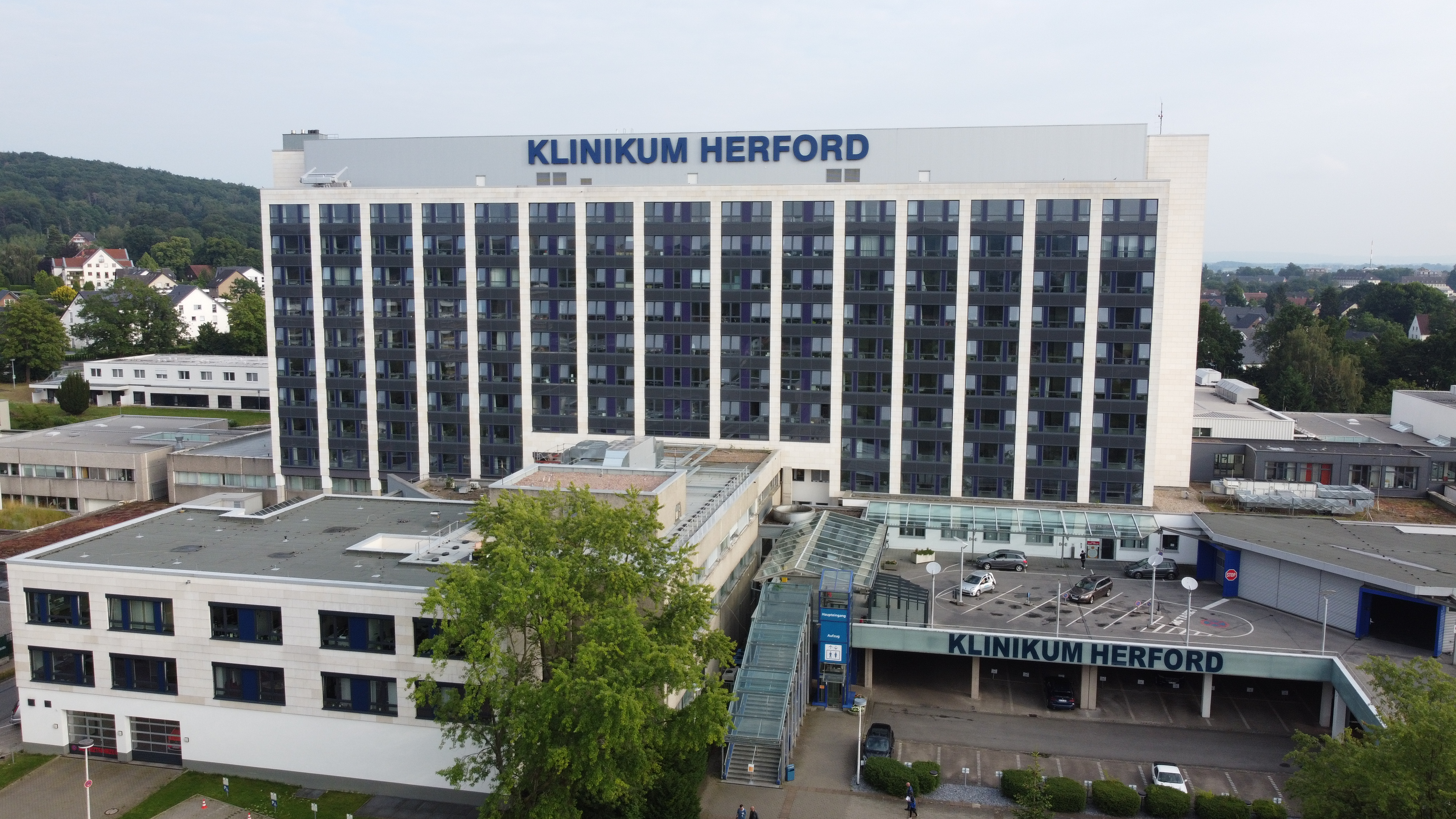
Klinikum Herford

Das Klinikum Herford ist ein vom Kreis Herford betriebenes Krankenhaus mit 755 Betten. Es ist Kooperationspartner des Universitätsklinikums der Ruhr-Universität Bochum (UK RUB).
Das Mathilden-Hospital mit 211 Betten ist in katholischer Trägerschaft.
An der Kurfürstenstraße befindet sich ein Screeningzentrum für Brustkrebs-Früherkennung und an der Hansastraße eine Praxisklinik mit mehreren Arztpraxen.
Eine Tagesklinik für Psychiatrie, Psychotherapie und Psychosomatik gibt es an der Straße „Unter den Linden“.
Der Kreis Herford gilt als der Kreis mit der kleinsten Hausarztdichte in Deutschland; hier kamen 2018 rechnerisch nur 50,4 Hausärzte auf 100.000 Einwohner.

##### Krankenkassen
In Herford gibt es diese Krankenkassen: Die Allgemeine Ortskrankenkasse (AOK Nordwest) an der Kurfürstenstraße, die Barmer GEK im Altstadt-Center, dazu die BKK Herford Minden Ravensberg an der Straße „Am Kleinbahnhof“, die DAK-Gesundheit an der Johannisstraße und die IKK classic an der Fürstenaustraße. In der Hochstraße ist der Medizinische Dienst der Krankenversicherung Westfalen-Lippe zu finden.

#### Städtische Einrichtungen
Außer den Einrichtungen, die unter den Abschnitten Kultur und Sehenswürdigkeiten, Sportanlagen und Veranstaltungsräume aufgeführt sind, gibt es noch folgende städtische Einrichtungen:

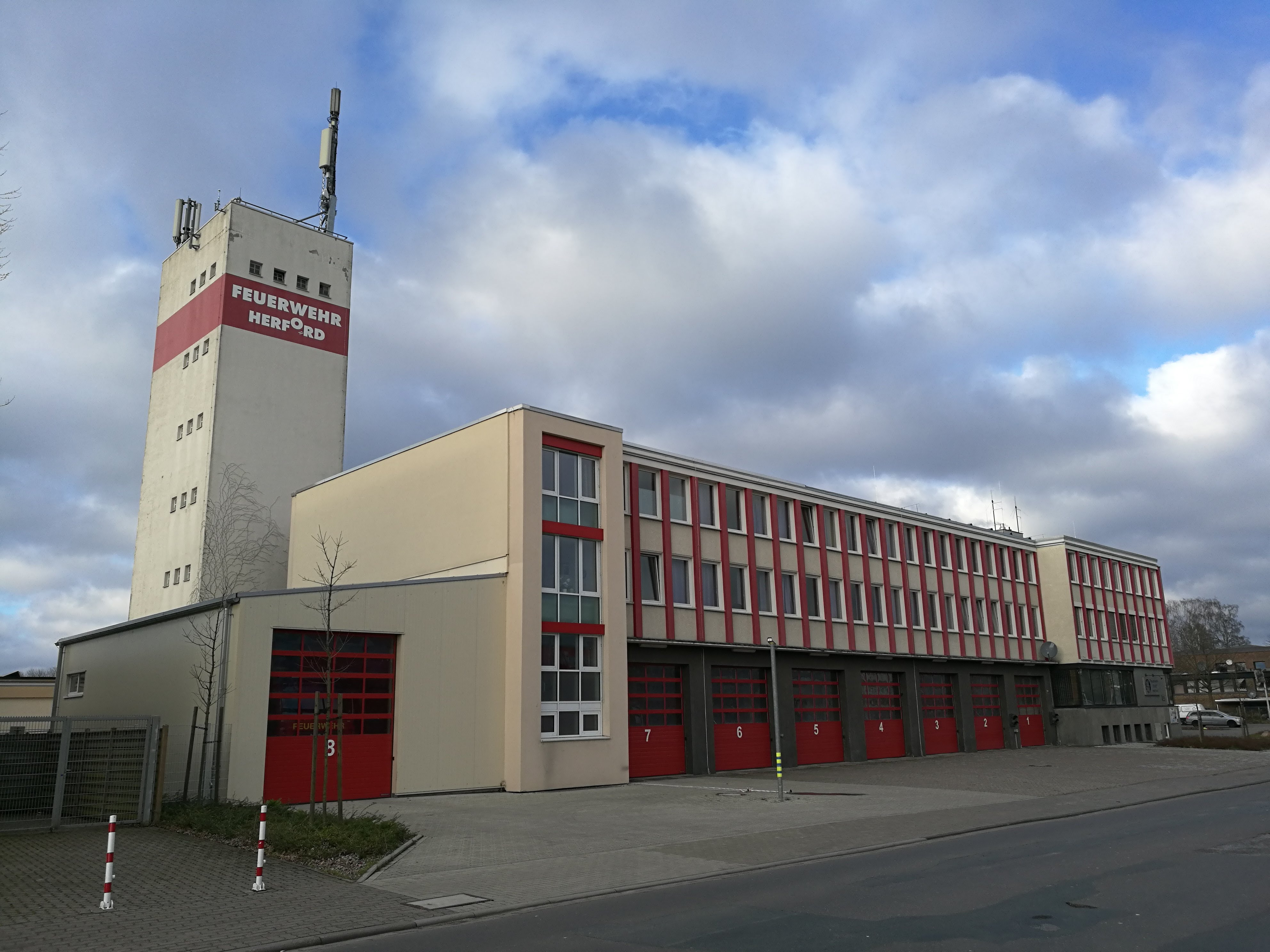
Feuerwehr Hauptwache

Die Hauptwache der Feuerwehr befindet sich an der Werrestraße. Dort sind die hauptamtlichen Kräfte mit dem Rettungsdienst und der Löschzug Mitte stationiert. Weitere Löschgruppen gibt es in den Stadtteilen Diebrock, Elverdissen, und Schwarzenmoor.
An der Goebenstraße zwischen der Bahnstrecke, der Werre und der Umgehungsstraße liegt eine der modernsten Kläranlagen Deutschlands. Die Stadtwerke haben ihren Sitz an der Werrestraße.
Weitere Einrichtungen sind die Stadtbibliothek und die Tourist-Information am Linnenbauerplatz.

#### Kirchliche Einrichtung
An der Hansastraße befindet sich die Verwaltung des Kirchenkreises Herford.

#### Kindertagesstätten und Kinderspielplätze
In der Stadt gibt es über 37 Kitas, davon sind die fünf Kindertagesstätten Bornbrede, Maiwiese, Zur Bleiche, Schobeke und Stedefreund in städtischer Hand. Weitere Träger von Kitas sind die evangelische und katholische Kirche mit elf bzw. vier Kitas, die Arbeiterwohlfahrt (AWO) mit sieben, der Verein für soziale Arbeit und Beratung (VAB) mit vier Kitas, das Deutsche Rote Kreuz mit drei Kitas und die Turngemeinde Herford mit einer Kita. Im August 2013 wurden zwei Kindertagesstätten eröffnet, die von Vereinen betrieben werden. Es handelt sich um den Waldkindergarten „Unterm Blätterdach“ im Stuckenberg und um die Kita „Die Forscherhaus-Zwerge“ in der Innenstadt.
Im gesamten Stadtgebiet gibt es 57 Spielplätze.
Zwischen der Ackerstraße und der Kiebitzstraße liegt das privat betriebene Springolino, eine der größten Indoor-Spielanlagen Deutschlands mit einer Fläche von 5.000 m².

#### Nachbarschaftszentren
Zehn Einrichtungen werden als Bürgertreffs, Nachbarschaftstreffs, Stadtteiltreffs, Begegnungszentren oder Bürgerzentren bezeichnet. Sie werden von der Stadt, der Arbeiterwohlfahrt, der Caritas, der Diakonie, dem evangelischen Johanneswerk und, wie das Mehrgenerationenhaus in der Ottelau, vom Deutschen Roten Kreuz getragen.

#### Frauen- und Mädchenberatungsstellen
Seit 1980 gibt es in Herford ein Frauenhaus, das vom Verein Frauenhaus Herford e. V. betrieben wird.
An der Rennstraße 15 befindet sich die seit 1998 bestehende Frauenberatungsstelle Herford e. V., die Frauen und Mädchen aus dem Kreis Herford mit den Schwerpunkten Häusliche Gewalt und Essstörungen hilft.
In der Höckerstraße 13 hat seit März 1991 die Mädchenberatungsstelle „Femina Vita, Mädchenhaus Herford e. V.“ ihren Sitz. Sie berät und hilft Mädchen und jungen Frauen bis zum 27. Lebensjahr aus dem Kreis Herford nach Gewalterfahrungen.
Unter der Trägerschaft der evangelischen Frauenhilfe in Westfalen e. V. gibt es an der Bielefelder Str. 25 zwei Beratungsstellen für Frauen und Mädchen aus Ostwestfalen-Lippe:
Seit 1997 hilft die Beratungsstelle Nadeschda Frauen, die Opfer von Menschenhandel geworden sind und in die Prostitution gezwungen wurden. Nadeschda ist russisch und bedeutet Hoffnung.
Die Prostituierten- und Ausstiegsberatung für Mädchen und junge Frauen Theodora nahm im März 2011 ihre Arbeit auf.

#### Weitere soziale Einrichtungen
Soziale Einrichtungen sind die Arbeiterwohlfahrt an der Schillerstraße, das Arbeitslosenzentrum an der Berliner Straße, der Caritasverband an der Clarenstraße, der Deutsche Kinderschutzbund am Münsterkirchplatz, der Deutsche Paritätische Wohlfahrtsverband an der Werrestraße, das Deutsche Rote Kreuz Herford-Stadt an der Wittekindstraße, das Diakonische Werk Auf der Freiheit, der ambulante Hospizdienst Hospizbewegung Herford Auf der Freiheit und die Herforder Tafel am Benter Weg (mit Filialen in Enger, Spenge und Hiddenhausen).
Seit 1982 gibt es an der Kurfürstenstraße Die Klinke, eine gemeinnützige Gesellschaft für psychosoziale Arbeit im Kreis Herford. Die Angebote bestehen aus Betreutem Wohnen, einer Kontakt- und Begegnungsstätte, einer Tagesstätte in Herford mit einer Zweigstelle in Kirchlengern.
An der Hermannstraße gibt der Herforder Mittagstisch e. V. warmes Mittagessen an Bedürftige aus. Im selben Haus sind die Sozialberatungsstelle und die Fachstelle für Wohnungserhalt der Stadt untergebracht.
Der Arbeitskreis Recycling befindet sich an der Heidestraße mit Verkauf in der Radewiger Straße.